# Goin' Back
Goin' Back è una canzone scritta da Carole King e Gerry Goffin nel 1966. Oltre ad essere stata registrata e pubblicata da Carole King è stata oggetto di cover da parte di numerosi artisti come Dusty Springfield, The Byrds, Deacon Blue, Nils Lofgren, Larry Lurex pseudonimo di Freddie Mercury, The Move, The New Seekers, The Pretenders, Diana Ross, Richard Thompson, e Phil Collins.

## Il brano
Pubblicata inizialmente dalla cantante Goldie il brano non ottiene successo e gli autori, insoddisfatti offrono il brano a Dusty Springfield che lo pubblica come singolo nel 1966. Ottiene un buon successo, infatti entra in classifica nel Regno Unito dove raggiunge il 10º posto, mentre negli Stati Uniti non viene pubblicato.

## Versione dei Byrds
Nel 1967 il gruppo folk rock The Byrds reinterpreta il brano e lo pubblica su singolo (lato B Change Is Now). Questa decisione porta ad attriti all'interno del gruppo che si risolve con l'uscita di David Crosby che giudicava il pezzo troppo commerciale. Inoltre, Crosby era rimasto deluso che la canzone fosse stata preferita a Triad, una sua composizione, per l'inclusione nell'album The Notorious Byrd Brothers.